# Синагога (Валова, Рогатин)
Синаго́га — пам'ятка архітектури місцевого значення на вулиці Валовій у місті Рогатин Івано-Франківської області кінця XIX — початку XX століття (охоронний номер № 1244). Первинно була головним бейт мідрашем (івр. בֵּית מִדְרָשׁ; також «Бейт мідраш», «Бет Мідраш»), потім пекарнею та житловим приміщенням. Є найбільш значною серед колишніх єврейських будівель, що збереглися в Рогатині, з одними з найкрасивіших розписів у Галичині.

## Історія
Синагогу почали будувати 1867 року, але будівництво затягнулося, і її завершили у 1904—1910 роках.
Зведена як бейт мідраш — приміщення для вивчення Тори, яке включало синагогу, бібліотеку та школу[а]. Відновлена після Першої світової війни. По завершенні Другої світової війни тут була пекарня та механічна майстерня, потім пристосована для житла. За іншими даними — у ній мешкали місцеві студенти у повоєнний час, а потім була пекарня.
Перебуває у приватній власності, не використовується і потребує ремонту станом на 2018 рік.

## Опис
Прямокутна цегляна споруда, тинькована. Має вигляд житлового будинку із західної сторони, решта фасадів — зберегли риси культової будівлі. Ліпні профільовані карнизи. Східна стіна вкрита дощатим рустом. Дерев'яна стеля, вкрита шифером. Керамічною плиткою вистелений атріум.

### Розписи
Збереглися фрагменти розписів, виконаних альфрейною технікою у головній залі. 1994 року Укрзахідпроектреставрація (Західноукраїнський інститут охорони пам'яток у Львові) сфотографувала фрески для Центру єврейського мистецтва при Єврейському університеті в Єрусалимі. Пізніше стіни побілили, можливо розписи збереглися.
На сайті ГО «Єврейська спадщина Рогатина» наведено опис розписів.:

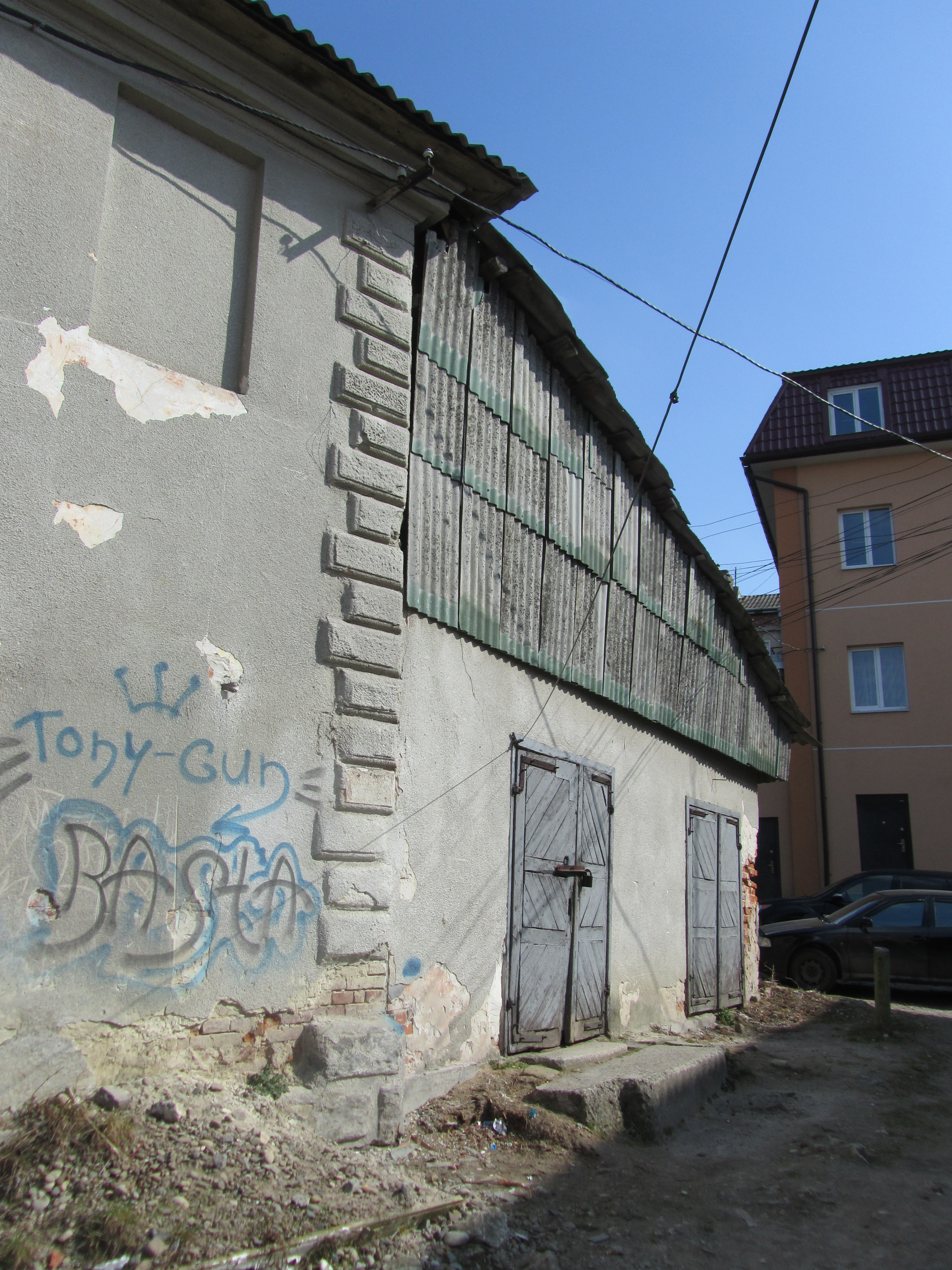
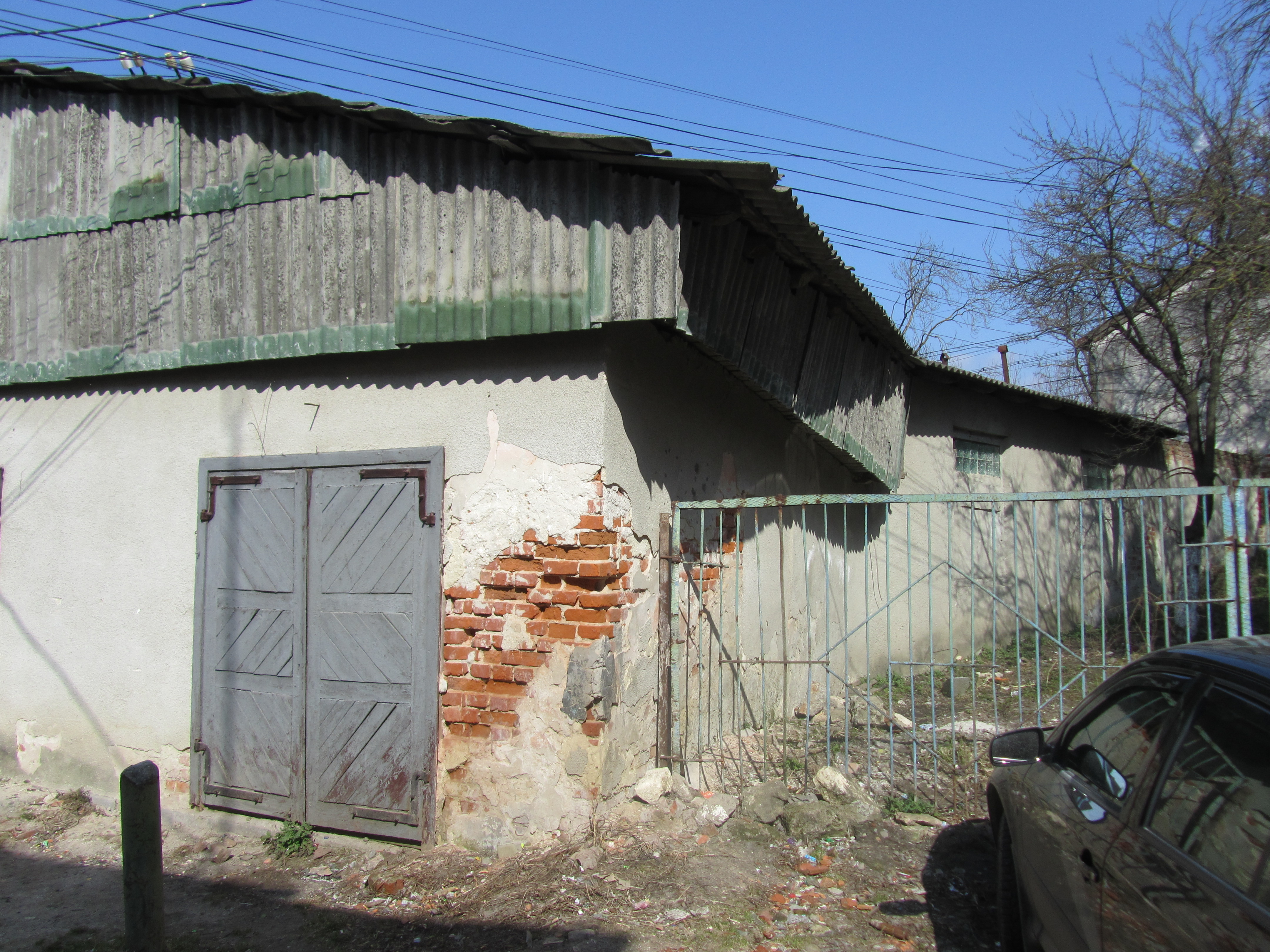

|  | Розфарбовані архітектурні елементи колон і святилищ чергуються із зображеннями драпірування, китиць і урн. Об'єкти на передньому плані зображені на тлі середземноморських або близькосхідних рослин (пальм), імовірно, символізуючи Святу Землю, можливо, Єрусалим. Видно, що мурали вкривали усі чотири стіни, у тому числі і між, під і над склепінчастими вікнами зовнішніх стін |

## Виноски
1. ↑  Розпорядження Представника Президента України від 23.04.1994 р. № 77
2. 1 2 3 4 5 6  Слободян, 2004, с. 215.
3. 1 2 3 4 5 6  У Рогатині збереглася найбільш значна колись єврейська споруда — Бейт мідраш. ФОТО. vikna.if.ua. 29.06.2016. Архів оригіналу за 22 лютого 2022. Процитовано 20.04.2020.
4. 1 2 3 4  Рогатин. Карта історико-культурної спадщини. shtetlroutes.eu. Архів оригіналу за 17 лютого 2020. Процитовано 20.04.2020.
5. ↑  Бет-мидраш // Электронная еврейская энциклопедия. (рос.)
6. 1 2  Синагоги Украины. Галиция, ч.4: Ивано-Франковская область. myshtetl.org (рос.). Архів оригіналу за 27 червня 2021. Процитовано 20.04.2020.
7. ↑  Рогатин - путівник. shtetlroutes.eu. Архів оригіналу за 25 лютого 2020. Процитовано 20.04.2020.
8. ↑  Будівлі єврейської релігійної громади Рогатина. rohatynjewishheritage.org. Архів оригіналу за 12 липня 2020. Процитовано 20.04.2020.